# Можаец (КА)
«Можа́ец» — название серии космических аппаратов, разработанных в Военном инженерно-космическом университете им. А. Ф. Можайского.
Разработка первого аппарата серии — «Можаец-1» — началась в 1995 и продолжалась полгода. Спутник использовался в качестве пособия в учебном процессе академии.
«Можаец-2» был запущен в 1997 году под именем «Зея».
«Можаец-3», запущенный 28 ноября 2002 года, используется в учебном процессе академии, а также для проведения научных экспериментов. Так же, как и в отношении спутника «Зея», платформа для полезной нагрузки сконструирована ФГУП «НПО ПМ» имени академика М. Ф. Решетнёва.
«Можаец-4» был запущен 27 сентября 2003 года.
«Можаец-5» был запущен 27 октября 2005 года в 9 часов 52 минуты 26 секунд декретного московского времени с помощью ракеты-носителя «Космос-3М» с космодрома «Плесецк». Аппарат был выведен на расчётную орбиту, но не отделился от адаптера ракеты. Остальные 7 спутников, запущенные вместе с «Можайцем» в этом пуске, успешно выведены на заданные орбиты и переданы в управление заказчикам. Аппарат массой 70 килограммов был предназначен для выполнения следующих задач: проведения экспериментов, связанных с разработками по оптической связи, испытания навигационной аппаратуры — от взлёта до непосредственно полёта на орбите, испытания приборов на прочность под влиянием бета-частиц магнитного излучения и традиционное уже обучение курсантов навыкам управления космическими аппаратами.
Космические аппараты «Можаец-4» и «Можаец-5» были собраны на омском ПО «Полёт» по заказу Министерства Обороны под руководством зам. главного конструктора Иванова Н.Н.